# Cyclodécane
Le cyclodécane est un hydrocarbure cyclique saturé de la famille des cycloalcanes de formule brute C10H20.